# Феодосій (Дикун)
Митрополит Феодосій (в миру Митрофан Никонович Дикун-Ваколюк; 23 листопада 1926, село Черниця, Волинське воєводство, Польська Республіка — 1 жовтня 2001, Полтава, Україна) — єпископ Полтавський і Кременчуцький УПЦ, з 1992. Релігійний письменник.

## Біографія
Народився 23 листопада 1926 року в селі Черниця, що входило тоді до складу Польщі (згодом Корецького району, Рівненської області, УРСР) в селянській родині.
У 1943 році закінчив 7 класів середньої школи і вступив послушником у Почаївську Лавру.
У 1947 році вступив до Московської духовної семінарії, після закінчення якої в 1951 році продовжив освіту в Московській духовній академії. У 1955 році закінчив академію зі ступенем кандидата богослов'я.
25 серпня того ж року єпископом Володимирським і Суздальським Онисимом пострижений в чернецтво; 28 серпня висвячений у сан ієродиякона, а 4 вересня — у сан ієромонаха і призначений в храм села Костирево Володимирської єпархії.
У січні 1956 року переведений в цвинтарний храм міста Володимира.
У 1958 році, на особисте прохання, призначено викладачем і помічником інспектора Волинської духовної семінарії.
З 1960 року був секретарем правління Волинської духовної семінарії.
У 1963 році возведений у сан ігумена.
У 1964 році, у зв'язку з насильницьким закриттям Волинської семінарії, переведений викладачем в Одеську духовну семінарію і незабаром призначений помічником інспектора.
21 березня 1966 зведений в сан архімандрита і призначений ректором Одеської духовної семінарії.
Постановою Священного Синоду від 4 квітня 1967 визначено бути єпископом Переяслав-Хмельницьким, вікарієм Київської єпархії. Його архієрейська хіротонія відбулися 4 червня 1967 року у Володимирському кафедральному соборі в Києві. Хіротонію здійснювали: митрополити: Крутицький і Коломенський Пимен (Ізвеков), Ленінградський і Ладозький Никодим (Ротов), архієпископи: Київський і Галицький Філарет (Денисенко), Едмонтонський і Канадський Пантелеімон (Рудик), Іркутський та Читинський Веніамін, Івано-Франківський і Коломийський Йосиф, Херсонський і Одеський Сергій, Львівський і Тернопільський Миколай.
7 жовтня 1967 призначений єпископом Полтавським і Кременчуцьким.
25 жовтня 1977 відправив Брежнєву двохсотсторінковий лист, в якому виклав біди Церкви. Лист потрапив за межі СРСР, його було перекладено багатьма мовами, передано по радіо «Свобода» та іншим радіостанціям. У зв'язку з цим тиск на Церкву було послаблено, але сам єпископ піддався покаранню — був переведений на Вологодську кафедру, куди не зміг поїхати через хворобу.
7 вересня 1978 зведений в сан архієпископа.
З 4 жовтня 1979 року — архієпископ Вологодський і Великоустюзький, але за станом здоров'я поїхати в Вологду не зміг і 27 грудня того ж року призначений архієпископом Астраханським та Єнотаєвським.
У 1989 році на засіданні Священного Синоду Руської Православної Церкви виступив з пропозицією про утворення Української Православної Церкви, що зустріло опір з боку Київського митрополита Філарета.
Ухвалою Священного Синоду від 19 лютого 1990 призначений архієпископом Хмельницьким і Кам'янець-Подільським.
20 березня 1990 постановою Синоду Українського Екзархату призначений архієпископом Івано-Франківським і Коломийським.
У 1990 році архієпископ Феодосій виступив проти діяльності Української греко-католицької церкви, що виражалася в масових захопленнях храмів і монастирів на Західній Україні, експансії католицизму. Відомо також лист архієпископа президенту СРСР М. С. Горбачову, в якому також були викладені політичні та антиправославні причини протиправної діяльності УГКЦ.
8 травня 1990 увійшов до складу Синодальної Біблійної комісії.
З листопада 1990 року — член синоду РПЦвУ.
З вересня 1991 року — архієпископ Вінницький і Брацлавський.
2 квітня 1992 на Архієрейському соборі РПЦ виступив з промовою проти виконання вимоги надання канонічної автокефалії ПЦУ.
З 1992 року — архієпископ Полтавський і Кременчуцький УПЦ і з 20 червня того ж року — голова Канонічної комісії синоду РПЦвУ.
17 листопада 1996 Митрополитом Київським РПЦвУ Володимиром удостоєний сану митрополита.
З травня 1997 року під редакцією митрополита Феодосія видається щомісячник «Полтавський Православний листок».
У період архієрейства в Україні владика Феодосій опублікував чимало робіт, серед яких — викривальна робота «На захист Православної Церкви від філаретівського розколу», написана в середині 1990-х років і розійшлися величезними тиражами.
Помер 1 жовтня 2001 після тривалої хвороби. Відспівування і поховання відбулося 4 жовтня в Полтаві.

## Церковні
- орден преподобного Сергія Радонезького II ступеня (25 серпня 1986 р. у зв'язку з 60-річчям від дня народження)
- орден великого князя Володимира II ступеня
- орден великого князя Данила Московського II ступеня
- орден Марії Магдалини (Польська Православна Церква)

## Світські
- орден «За заслуги» III ступеня — Президента України.

## Праці
- "Речь при наречении во епископа Переяслав-Хмельницкого, " ЖМП, 1967, № 8, 12-14.
- "О благословении плодов, " ЖМП, 1971, № 9, 41-43.
- "Беседа с архиепископом Астраханским и Енотаевским Феодосием, " На пути к свободе совести II: Религия и демократия, М., 1993, 232—244.
- Український екклісіаст, 2000.
- Свята криниця, 16 томов.
- 10 томов проповедей
- Путь святих, 5 томов.
- Матушка Нектарія.
- Том поэзии.
- Том басен.
- Щире слово до Галицької молоді (брошура проти унії).
- 2 брошюры против разных сект.
- На захист Православної Церкви від філаретівського розколу (В защиту Православной Церкви от филаретовского раскола), 1997.
- Письмо Л. И. Брежневу о положении Православной церкви в Полтавской епархии (26.10.1977) // РПЦ в советское время (1917—1991). Материалы и документы по истории отношений между государством и церковью / Сост. Г. Штриккер. М., 1995. Кн. 2. С. 141—155.